# San Trovaso
San Trovaso is een plaats (frazione) in de Italiaanse gemeente Preganziol.